# Шарвар
Шарвар (мађ. Sárvár) град је у Мађарској. Шарвар је један од важнијих градова у оквиру жупаније Ваш.
Шарвар је имао 15.011 становника према подацима из 2009. године.

## Име
Sár значи "блато" на Мађарском, а vár значи "тврђава".

## Географија
Град Шарвар се налази у западном делу Мађарске. Од престонице Будимпеште град је удаљен око 210 km западно. Град се налази у северозападном делу Панонске низије, на левој обали реке Рабе. Надморска висина града је око 160 m.

## Историја
Овде је у Другом светском рату био логор за интернирце. У њега су доведене махом српске породице које су се у Војводину доселиле после Првог светског рата, као и Словенци из Лендаве. Према подацима, од 1941. до 1945. године, у логору у Шарвару, који је био смештен у халама бивше фабрике текстила, умрло је 1.500 логораша, а међу њима највише деце до 15 година. У логору махом није било егзекуција, али су логораши умирали од напорног рада и глади. Кроз логор је прошло више од 9.000 заточеника.

## Становништво
По процени из 2017. у граду је живело 14.887 становника.
| 1990.  | 2001.  | 2011.  | 2017.  |
| ------ | ------ | ------ | ------ |
| 15.836 | 15.719 | 15.144 | 14.887 |

## Галерија
- Замак у средишту Шарвара
- Улазак у Шарварски замак
- Мост преко Рабе

## Партнерски градови
- Штајнхајм ан дер Мур